# Société civile de moyens
En droit français, une société civile de moyens (SCM) est une société fondée par des membres de professions libérales réglementées ou non, désireux de partager des locaux, du matériel (médical, informatique) et des structures administratives dans le but de réaliser une économie.

## Principes
Les membres de la SCM conservent une totale indépendance de clientèle (ou de patientèle dans les professions médicales) et de pratique professionnelle. Ce genre de société est à but non lucratif, il s'agit seulement d'un partage de frais, comme deux associés qui peuvent avoir un compte commun.
La SCM n’intervient pas dans l’activité des professionnels eux-mêmes ; ces derniers conservent leur indépendance et sont dotés de leur propre statut juridique.
La SCM ne permet ni le partage de bénéfice ni la mise en commun de clientèle.
Les sociétés civiles de moyens présentent les principales caractéristiques suivantes :
- 2 associés au minimum, membres de professions libérales réglementées ou non.
- Les associés peuvent être des personnes physiques ou morales (SCP, SEL…).
- Les associés peuvent exercer des professions libérales différentes, mais avec un lien évident entre elles.
- Pas de capital minimum.
- Les apports se font en numéraire ou en nature.
- Les associés ont une responsabilité indéfinie et conjointe.